# Fórcides
En la mitología griega las Fórcides (en griego antiguo: Φορκίδες) son nominalmente las «hijas de Forcis», uno de los dioses marinos preolímpicos. El término Fórcides también hace referencia a una tragedia perdida de Esquilo.  Aunque el equivalente masculino de estas sería Fórcidas, este término no se utiliza en la mitografía.
Los textos mitográficos usan el teónimo de Fórcides simplemente como otro nombre de las Grayas. Así Apolodoro nos dice que «de Forco y Ceto [engendraron a] las Fórcides y las Górgonas».  Y más adelante que «Perseo marchó al encuentro de las Fórcides, Enío, Pefredo y Dino; hermanas de las Górgonas, viejas de nacimiento. Las tres disponían de un solo ojo y un solo diente, que compartían».  En la Teogonía se dice que las hijas de Forcis (sin utilizar el patronímico Fórcides) eran en total las Grayas, las Gorgonas, el «reptil que guarda las manzanas de oro» y, dudosamente, también Equidna.  Otros autores de nuevo se refieren a las Fórcides como un patronímico o teónimo de las Grayas, como Paléfato, Heráclito, Higino  y Tzetzes.
Se puede apreciar que las Fórcides son una suerte de monstruos femeninos vinculados con el mar y con rasgos serpentiformes. De nuevo, las hijas de Forcis (sin utilizar el patronímico Fórcides), teniendo en cuenta todas las fuentes mitográficas, son las Grayas,  las Gorgonas,  Equidna, Ladón, Escila,  las Hespérides,  las Sirenas, Toosa  y el monstruo marino (ceto) de Troya.  No obstante las fuentes varían sus nombres y su filiación materna.

## Genealogía
Esta es la genealogía de las Fórcides:
| Ponto  | Ponto  | Ponto  | Ponto  | Ponto  | Ponto  |          |  |  |  |  |  |  |  | Gea  | Gea  | Gea  | Gea  | Gea  | Gea  |  |  |  |  |  |  |  |  |  |  |
| Ponto  | Ponto  | Ponto  | Ponto  | Ponto  | Ponto  |          |  |  |  |  |  |  |  | Gea  | Gea  | Gea  | Gea  | Gea  | Gea  |  |  |  |  |  |  |  |  |  |  |
|        |        |        |        |        |        |          |  |  |  |  |  |  |  |      |      |      |      |      |      |  |  |  |  |  |  |  |  |  |  |
|        |        |        |        |        |        |          |  |  |  |  |  |  |  |      |      |      |      |      |      |  |  |  |  |  |  |  |  |  |  |
|        |        |        |        |        |        |          |  |  |  |  |  |  |  |      |      |      |      |      |      |  |  |  |  |  |  |  |  |  |  |
| Forcis | Forcis | Forcis | Forcis | Forcis | Forcis |          |  |  |  |  |  |  |  | Ceto | Ceto | Ceto | Ceto | Ceto | Ceto |  |  |  |  |  |  |  |  |  |  |
| Forcis | Forcis | Forcis | Forcis | Forcis | Forcis |          |  |  |  |  |  |  |  | Ceto | Ceto | Ceto | Ceto | Ceto | Ceto |  |  |  |  |  |  |  |  |  |  |
|        |        |        |        |        |        |          |  |  |  |  |  |  |  |      |      |      |      |      |      |  |  |  |  |  |  |  |  |  |  |
|        |        |        |        |        |        |          |  |  |  |  |  |  |  |      |      |      |      |      |      |  |  |  |  |  |  |  |  |  |  |
|        |        |        |        |        |        | Fórcides |  |  |  |  |  |  |  |      |      |      |      |      |      |  |  |  |  |  |  |  |  |  |  |